# Relaciones Chile-Santa Lucía
Las relaciones Chile-Santa Lucía son las relaciones internacionales entre la República de Chile y Santa Lucía. Ambos países americanos pertenecen a la Comunidad de Estados Latinoamericanos y Caribeños y la Organización de los Estados Americanos. Asimismo, las relaciones entre ambos países se enmarcan en aquella que tiene Chile con los países de la Comunidad del Caribe (Caricom), de la cual Santa Lucía forma parte.

## Historia

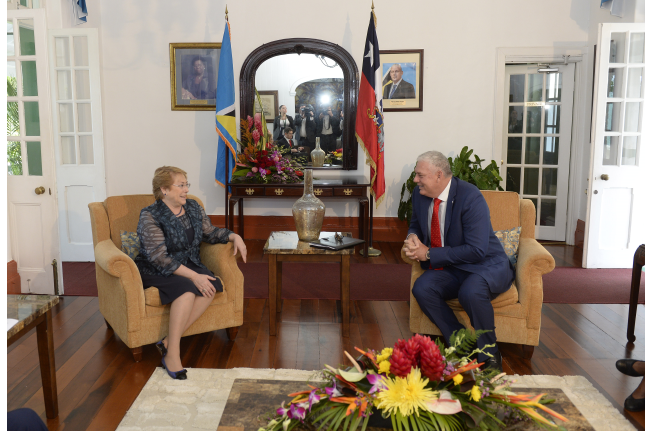
Reunión bilateral entre la presidenta de Chile, Michelle Bachelet, y el primer ministro de Santa Lucía, Allen Chastanet, en agosto de 2017

Ambos países establecieron relaciones diplomáticas en 1990. En 2017, la presidenta chilena Michelle Bachelet visitó Santa Lucía como parte de una gira por Centroamérica y el Caribe, donde se reunió con la gobernadora general, Pearlette Louisy, y luego con el primer ministro santalucense, Allen Chastanet, siendo la primera visita de un mandatario chileno a esa nación caribeña. Además, se reunió en Castries con una delegación de miembros de la Organización de Estados del Caribe Oriental en la que se discutieron temas como el cambio climático y acuerdos recíprocos relacionados con el régimen de visados.

## Relaciones comerciales
Respecto al intercambio comercial entre ambos países, en 2022, este ascendió a los 1,76 millones dólares estadounidenses, aunque constan casi en su totalidad de exportaciones de Chile a la nación caribeña. Así, los principales productos exportados por Chile a Santa Lucía fueron filetes de salmón, maderas y vino, mientras que Santa Lucía exporta al país sudamericano automóviles de turismo.

## Misiones diplomáticas
- La embajada de Chile en Jamaica concurre con representación diplomática a Santa Lucía. Asimismo, cuenta con un consulado honorario en Castries.[5]
- Santa Lucía no tiene ninguna representación diplomática o consular en Chile.[5]